# Moonspell
Moonspell es una banda  portuguesa de black metal y metal gótico originaria de la ciudad de Brandoa, en Portugal, liderada por Fernando Ribeiro.

## Historia

### Los primeros años
El grupo se creó en 1989 bajo el nombre de Morbid God y publicaron la demo "Serpent Angel" durante 1992. La banda obtuvo un contrato con la discográfica francesa Adipocere por su sencillo "Wolves From The Fog / Goat on Fire" y la demo "Anno Satanæ"; fue introducida en los mercados europeos.

### Periodo de metal gótico
Después de haberse convertido rápidamente en la banda líder del metal portugués, el grupo aceptó rápidamente una oferta de la compañía alemana Century Media. El disco Wolfheart obtuvo críticas muy favorables, sobre todo por sus letras; las cuales eran viejos poemas que escribía Fernando Ribeiro entre los 14 y los 16 años, bajo el pseudónimo de Langsuyar Tenebrarum Rex.
Moonspell realizó una gira europea en 1995 como teloneros de Tiamat y Morbid Angel, antes de volver al estudio para la grabación de su segundo trabajo, Irreligious. La promoción del disco les embarcó en otras dos giras en las que su estatus creció rápidamente al pasar de ser un invitado con Samael a un perfil más alto con Type O Negative.
El año 1997 sería testigo de la publicación de 2econd Skin antes de la vuelta del grupo en 1998 con su nuevo trabajo, Sin / Pecado. El disco mostraba un estilo mucho más gothrockero que los anteriores. En reconocimiento a los servicios prestados a su país, la banda tuvo que detener su gira para una recepción formal en la embajada portuguesa en Santiago. Moonspell continuó haciendo de teloneros a grandes bandas como Kiss y Manowar. A principios de 2000 hicieron una gira por Alemania teloneando a los ya clásicos Kreator y Katatonia. 
Su disco Darkness and Hope, publicado en 2001, llegó a ocupar el puesto 79 en la lista de ventas alemana. La banda realizó versiones de los clásicos "Mr. Crowley" de Ozzy Osbourne y de "Love Will Tear Us Apart" de Joy Division para las ediciones especiales de Darkness and Hope. Posteriormente comenzaron una gira por Estados Unidos como cabezas de cartel, teloneados por Lacuna Coil, el día 5 de diciembre en el Trocadero Venue de Filadelfia. 
A principios de 2003 realizaron una versión del clásico de jazz "I'll see you in my dreams" para incluirlo en la banda sonora de la película homónima de terror portuguesa. En marzo Moonspell notificó la salida del bajista Sergio Crestana, contratando a Niclas Etelävuori de Amorphis para la grabación de The Antidote. Aires Pereira, integrante de Malevolence, ocupó la posición de bajista en junio. El sencillo "Everything Invaded" entró en la lista portuguesa en el número 9. Moonspell se embarcó en noviembre en una gira por Norteamérica junto a Type O Negative y Cradle of Filth. En diciembre realizaron otra gira por Europa como co-cabezas de cartel junto a Lacuna Coil, Passenger y Poisonblack. La banda volvió a la carretera a principios del año siguiente teloneando a Opeth en su gira "Lamentations over America tour 2004", empezando en Edmonton (Canadá) el 20 de enero. 
En abril regresaron al estudio para comenzar la grabación de su nuevo disco, después de reservar unas fechas en mayo para tocar en Chile, México y Brasil.

### Reviviendo su lado black metal
Tras años de trabajo, Moonspell decide grabar el álbum Memorial, pero esta vez con la discográfica SPV/Steamhammer, puesto que el contrato con Century Media había terminado. El año 2006 fue uno de los grandes años de Moonspell, ganaron el MTV Award europeo de "Mejor banda portuguesa", y el disco fue un éxito, gracias a los sencillos Finisterra y Luna. Lo relanzaron dos veces, incluyendo bonus tracks titulados "Atlantic" y "Phantom North" respectivamente.
El 2007 Century Media decidió lanzar a la venta un disco compilatorio de Moonspell, titulado The Great Silver Eye y un DVD llamado Lusitanian Metal, mientras Moonspell estaba en grabación de su disco Under Satanæ, que pretendía revivir los primeros demos y EP de la banda.

### Actualidad (2008-2021)
El 19 de mayo de 2008 lanzaron a la venta el álbum titulado Night Eternal. En este disco está presente el tema "Scorpion Flower", con la participación de la exvocalista de The Gathering y actualmente de Agua de Annique, Anneke van Giersbergen.
El 27 de abril del 2012 salió el disco titulado Alpha Noir/Omega White, el primero a través de la discográfica austriaca Napalm Records. Este álbum dividido en dos explora con Alpha Noir una primera faceta más agresiva, pero con matices que ya se venían percibiendo desde Memorial con canciones como Memento Mori. Omega White, por otro lado, nos trasmite una atmósfera más melódica con influencia muy marcada de sonidos como los de Type O Negative.
El 6 de marzo de 2015 publicaron el álbum Extinct con el sello Napalm Records. Como ya es tradición desde Night Eternal la imagen de portada del álbum está a cargo de Seth Siro Anton.
Moonspell preparó la presentación de su nuevo álbum 1755 con una serie de conciertos en Portugal: el 30 y 31 de octubre de 2017 en Lisboa y el 1 de noviembre en Oporto. La fecha programada para el lanzamiento fue el 3 de noviembre. Esta producción es completamente en portugués (aunque contiene una versión en español con el tema "Desastre") y nos habla sobre el Terremoto de Lisboa de 1755, es entonces su primera producción enteramente conceptual.
Al año siguiente, la banda lanzó un álbum llamado Lisboa under the spell y se publicó el 17 de agosto de 2018. Contiene los álbumes Wolfheart, Irreligious Y Extinct en versiones de audio, DVD y Blu-Ray interpretados en vivo. Para 2021, lanzaron su más reciente álbum llamado Hermitage, teniendo como novedad el cambio de baterista: Hugo Ribeiro (no es pariente de Fernando) ingresó en reemplazo del acostumbrado Miguel Gaspar.

## Miembros
| Miembros actuales - Fernando Ribeiro (Langsuyar) – Voz (1992–presente) - Hugo Ribeiro – drums (2020–present; Touring 2020) - Pedro Paixão (Passionis/Neophytus) – Teclados (1993–presente), Guitarra (2003-presente) - Ricardo Amorim (Morning Blade) – Guitarra líder (1995–presente) - Aires Pereira (Ahriman) – Bajo (2004–presente; Touring 2004-2008) | Miembros anteriores - Miguel Gaspar (Mike/Nisroth) – Batería (1992–presente) - João Pedro (Tetragrammaton/Ares) – Bajo (1992–1997) - Duarte Picoto (Mantus) – Guitarra (1992–1995) - Luís Lamelas (Malah/Fenrir) – Guitarra (1992–1993) - Jorge Fonseca (J.M. Tanngrisnir) – Guitarra (1993–1995) - Sérgio Crestana – Bajo (1997–2003) |

## Discografía

### Álbumes
- Under the Moonspell (1994)
- Wolfheart (1995)
- Irreligious (1996)
- Sin / Pecado (1998)
- The Butterfly Effect (1999)
- Darkness and Hope (2001)
- The Antidote (2003)
- Memorial (2006)
- The Great Silver Eye (2007)
- Under Satanæ (2007)
- Night Eternal (2008)
- Lusitanian Metal (Álbum en vivo) (2008)
- Alpha Noir/Omega White (2012)
- Extinct (2015)
- 1755 (2017)
- Lisboa Under the Spell (Álbum en vivo) (2018)
- Hermitage (2021)

### DVD
- Lusitanian Metal (2008)
- Lisboa under the spell (2018)

### EP
- Wolves From The Fog / Goat on Fire (1994).
- Under the Moonspell (1994).
- 2econd Skin (1997).

### Sencillos
- Opium (1996).
- 2econd skin (1997).
- Magdalene (1998).
- The Butterfly Effect (1999)
- Nocturna (2001)
- Everything Invaded (2003)
- I'll See You In My Dreams (2004)
- Finisterra (2006)
- Luna (2006).
- Night Eternal (2008).
- Scorpion Flower (2008).
- Lickanthrope (2012).
- White Skies (2012).
- Extinct (2015).
- Domina (2015).
- In tremor dei (2017).
- Todos os santos (2017).

### Demos
- Serpent Angel (grabado por Morbid God) (1992).
- Anno Satanæ (1993).